# Крефт-Алексеева, Галина Сергеевна
Галина Сергеевна Крефт-Алексеева (14 марта 1950, Ленинград — 23 февраля 2005, Санкт-Петербург, Россия) — советская спортсменка (гребля на байдарках). Заслуженный мастер спорта СССР (1976).

## Биография
Родилась 14 марта 1950 года в Ленинграде. Окончила ГДОИФК имени П. Ф. Лесгафта. Выступала за «Зенит» (Ленинград). Тренеры ― Ф. К. Кузнецова и А. А. Середина. Член КПСС с 1978 года.
Трагически погибла 23 февраля 2005 года в Санкт Петербурге.

## Достижения
- Чемпионка Олимпийских игр 1976 года и серебряный призёр Олимпийских игр 1980 года в байдарке-двойке на дистанции 500 м (с Ниной Гоповой-Трофимовой)
- Серебряный призёр чемпионатов мира в байдарке-одиночке (1975, 1979), двойке (1975) и четвёрке (1974, 1975, 1979, 1983)
- Чемпионка СССР 1974, 1976, 1977, 1979 гг.

## Награды
- Орден Дружбы народов
- Орден «Знак Почёта»
- медаль «За трудовую доблесть»